# Mario Grande
Mario Grande (Roma, 19 gennaio 1964) è un cantautore italiano.

## Biografia
Figlio di Adriano Grande, rilevante poeta del ‘900 italiano, firma come compositore le musiche del film Prima le donne e i bambini che segna il debutto cinematografico di Corrado Guzzanti.

Nel 2008 pubblica Viaggi sul tempo, il suo album d'esordio, di cui è autore e compositore.

Nel 2019 esce #capitolosecondo il suo secondo album con la partecipazione, tra gli altri, dei musicisti Phil Palmer e Marco Rinalduzzi. La pubblicazione dell'album è accompagnata dal videoclip del singolo Immobile.

Nel 2025 esce il corpo, l'anima e la mente il suo terzo album.

### Album
- 2009 – Viaggi sul tempo
- 2019 – #capitolosecondo
- 2025 – il corpo, l'anima e la mente

### Singoli
- 2011 – Al mercato delle foglie
- 2014 – Al centro del nord
- 2017 – Ogni singolo momento
- 2018 – In qualche angolo di me
- 2019 – Dettagli
- 2019 – Immobile
- 2022 – Alla pioggia e al sole